# A Philosopher by Lamplight
A Philosopher by Lamplight eller The Hermit Studying Anatomy är en tavla av den brittiske konstnären Joseph Wright of Derby. Den målades 1769 och hänger på Derby Museum and Art Gallery.
Motivet föreställer en eremit eller en vetenskapsman, som undersöker en del av ett skelett.  En lampa som en ljuskälla har placerats inom bilden, liksom Wright gjorde ofta också i sina senare målningar. Eremiten är omgiven av symboler för dödlighet - skelettet, lampljus, timglas och mörka floden - kanske för att betona människolivets övergående natur. Skal av pilgrimsmussla på två ungdomars hattar i bakgrunden anger att de är pilgrimer.